# Meurchin
Meurchin é uma comuna francesa na região administrativa de Altos da França, no departamento de Pas-de-Calais. Estende-se por uma área de 4,64 km². Em 2010 a comuna tinha 3 790 habitantes (densidade: 816,8 hab./km²).